# Чебикін Олексій Андрійович
Олексі́й Андрі́йович Чеби́кін (псевдонім Shakll; 1 червня 1969, Київ) — український художник-графік, аніматор, ілюстратор. Представник школи «мальованих історій».
Відомий створенням високоякісних коміксів та мультфільмів про козаків.

## Життєпис
Народився 1 червня 1969 року у Києві. Батько — художник-графік та педагог, академік Чебикін Андрій Володимирович.
Навчався у Республіканські художній школі. У 1994 році закінчив Українську академію мистецтв. Педагоги з фаху — Андрій Чебикін, Георгій Якутович, М. Компанець.
Член Національної спілки художників України (1994).
Перший значимий комерційний проєкт — графічна історія «Новий Борисфен» (1994).
У 1990-х роках, після армії, реалізовував творчі ідеї в рекламі та на телебаченні. По тому співпрацював з Інститутом археології — відтворював епізоди з життя київських князів.
Наприкінці 1990-х відкрив власну майстерню. Експериментував з розписом будинків, брав участь в художньому оформленні церков — на Полтавщині та у київській Мамаєвій Слободі. Співпрацював із дизайнерами одягу, зокрема з модельєром Олексієм Залевським.
У 2012 році вийшла перша частина графічного повноколірного роману про козаків «Даогопак», створеного у співавторстві.

## Творчість
Основні твори:
- Автор серії офортів «Театр» (1990), «День. Ніч», «Перемога. Смерть. Доля» (1992), «Із варяг у греки» (1994)
- Серія ілюстрацій «До нового Борисфену» (1993), «До двусторонього абсцесу» (1994)
- Графічна історія «Новий Борисфен» (1994)
- Художник-постановник балету «Володар Борисфену» Євгена Станковича (2010)
- Бере участь у проєкті анімаційної студії «Червоний Собака» — «Стрічка Мьобіуса»
- У 2010 році брав участь в художньому проєкті, присвяченому 600-річчю Грюнвальдської битви (Польща)
- Графічний роман «Даогопак. Книга I: Анталійська гастроль» (2012).[3]

## Відзнаки
- У 2005 році отримав першу премію на фестивалі «КомМиссия» (Росія) за найкращий сценарій за свою мальовану історію «Мундіаль», у якій немає жодного слова.[1]
- Перша книга із серії «Даогопак» отримала спеціальний диплом журі UkrainianBestBookAwards 2012 Книжкового арсеналу.